# Don Myrah
Donald « Don » Myrah (né le 17 janvier 1966 à Oakland (Californie)) est un cycliste américain, spécialiste du VTT et du cyclo-cross.

## Biographie
Il figure parmi les pionniers du cross-country VTT. Son palmarès comprend une victoire sur une manche de Coupe du monde de VTT en 1991. Il est également quadruple champion des États-Unis de cyclo-cross.

## Palmarès en VTT

### Jeux olympiques
- Atlanta 1996
  - 20e du cross-country

### Coupe du monde
- Coupe du monde de cross-country
  - 1992 : vainqueur de la manche de Hunter Mountain
  - 1993 : un podium

## Palmarès en cyclo-cross
- 1987
  - 2e du championnat des États-Unis de cyclo-cross
- 1988
  - 2e du championnat des États-Unis de cyclo-cross
- 1989
  -  Champion des États-Unis de cyclo-cross
- 1990
  -  Champion des États-Unis de cyclo-cross
- 1991
  -  Champion des États-Unis de cyclo-cross
- 1992
  - 2e du championnat des États-Unis de cyclo-cross
- 1993
  -  Champion des États-Unis de cyclo-cross
- 1994
  - 2e du championnat des États-Unis de cyclo-cross